# Vitinho (futbolista nacido en 1993)
Victor Vinícius Coelho dos Santos (Río de Janeiro, 9 de octubre de 1993), conocido como Vitinho, es un futbolista brasileño que juega como delantero en el S. C. Corinthians del Campeonato Brasileño de Serie A.

## Trayectoria

### Botafogo
Surgió en el Alvinegro como uno de los grandes talentos de la cantera del club. En 2013, debutó como profesional. Terminó su etapa en el Botafogo con 41 partidos, el delantero marcó 11 goles y conquistó el título carioca.

### CSKA Moscú
Vitinho fue fichado por el CSKA de Moscú el 26 de agosto. El delantero brasileño firmó un contrato de cinco años con el club ruso. En su debut, el 8 de septiembre, Vitinho marcó un gol para su nuevo club, el tercero en la victoria por 3-0 sobre el Znamya Truda.
La vida de Vitinho no fue fácil al principio de la temporada 2013/14. Llegó con grandes expectativas tras una brillante temporada con el Botafogo, pero no se adaptó a Rusia. En 18 partidos, no marcó ni un solo gol ni dio una asistencia. La dificultad continuó en 2014, cuando solo jugó seis partidos. Pero marcó un gol.

### Segunda etapa en el CSKA de Moscú
Tras dos exitosas temporadas en el Internacional, Vitinho regresó al CSKA de Moscú en 2016 con mayor experiencia y madurez. Esta vez, su adaptación fue exitosa y se convirtió en una pieza clave del equipo. Temporada 2016/17: En 13 partidos, marcó 6 goles (una media de 0,46 por partido) y dio 6 asistencias. Temporada 2017/18: En 46 partidos, marcó 12 goles (una media de 0,26 por partido) y dio 9 asistencias, acumulando 3101 minutos de juego.
La última vez que Vitinho jugó con el CSKA fue el 27 de julio de 2018, en el partido de la Supercopa de Rusia contra el Lokomotiv. Ayudó al equipo a ganar este trofeo. Al día siguiente, el servicio de prensa del club moscovita anunció su marcha. Como jugador del CSKA, Vitinho se proclamó campeón de Rusia una vez y ganó la Supercopa de Rusia dos veces.

### Internacional
El 16 de enero de 2015, Vitinho fue cedido hasta fin de año al Internacional. Debutó con el club en la segunda ronda del Campeonato Gaúcho, en un empate 4-4 ante el São José, en un partido disputado en el Estadio Beira-Rio.

### Flamengo
El 24 de julio de 2018, Vitinho fue fichado por Flamengo por una tarifa de 10 millones de euros, convirtiéndose en el fichaje más caro en la historia del club, y el segundo más caro del fútbol brasileño en general. Firmó por cuatro temporadas. Hizo su debut oficial con el Flamengo el 1 de agosto, en el empate 1-1 contra el Grêmio en la Copa do Brasil. Marcó su primer gol con la camiseta del Flamengo el 5 de septiembre, anotando el empate ante su ex club, el Internacional.
En 2021, hubo 63 partidos: 14 goles y 15 asistencias. El número 11 terminó la temporada como el máximo asistidor del equipo.
El 23 de agosto de 2020, Vitinho alcanzó el hito de 100 partidos vistiendo la camiseta del Flamengo en un empate 1-1 con el Botafogo, válido por la quinta jornada del Brasileirão. El 23 de febrero de 2022, en la victoria por 3-1 sobre el Botafogo en un partido válido por la octava jornada del Campeonato Carioca, Vitinho llegó a 200 partidos con la camiseta del Flamengo.
Vitinho dejó el Rubro-Negro en agosto de 2022. Siempre tuvo un desempeño irregular, participando en títulos importantes como la Libertadores de 2019, dos Campeonatos Brasileños, dos Supercopas de Brasil, una Recopa Sudamericana y tres campeonatos estatales. A pesar de esto, no logró consolidarse. Terminó su etapa en el Gávea con 215 partidos y 29 goles.

### Arabia Saudita
El 29 de agosto de 2022 se anunció su venta a Al-Ettifaq de Arabia Saudita. Firmó un contrato de tres temporadas con los árabes. Vitinho marcó su primer gol con el equipo en la tercera jornada del Campeonato Saudí, abriendo el marcador en la victoria del Al Ettifaq por 3-0 sobre el Al-Batin.
Vitinho jugó 64 partidos para Al-Ettifaq, anotando 13 goles y contribuyendo con 10 asistencias.
Al-Shabab de Arabia Saudita anunció el fichaje de Vitinho el 30 de enero de 2024. Llega cedido hasta junio de 2024, final de la temporada saudí.
Jugó ocho partidos con Al Shabab y sólo marcó un gol.

## Estadísticas

### Clubes
| Club                      | Temporada        | Campeonato nacional | Campeonato nacional | Copa nacional | Copa nacional | Competiciones continentales | Competiciones continentales | Otros torneos | Otros torneos | Total  | Total |
| Club                      | Temporada        | Juegos              | Goles               | Juegos        | Goles         | Juegos                      | Goles                       | Juegos        | Goles         | Juegos | Goles |
| ------------------------- | ---------------- | ------------------- | ------------------- | ------------- | ------------- | --------------------------- | --------------------------- | ------------- | ------------- | ------ | ----- |
| Botafogo                  | 2011             | 0                   | 0                   | 0             | 0             | 1                           | 0                           | 0             | 0             | 1      | 0     |
| Botafogo                  | 2012             | 0                   | 0                   | 1             | 0             | 1                           | 0                           | 0             | 0             | 2      | 0     |
| Botafogo                  | 2013             | 16                  | 4                   | 7             | 1             | 15                          | 5                           | 0             | 0             | 38     | 10    |
| Botafogo                  | Total            | 16                  | 4                   | 8             | 1             | 17                          | 5                           | 0             | 0             | 41     | 10    |
| CSKA de Moscú             | 2013–14          | 10                  | 0                   | 3             | 0             | 0                           | 0                           | 5             | 0             | 18     | 0     |
| CSKA de Moscú             | 2014-15          | 5                   | 1                   | 0             | 0             | 0                           | 0                           | 1             | 0             | 6      | 1     |
| CSKA de Moscú             | Total            | 15                  | 1                   | 3             | 0             | 0                           | 0                           | 6             | 0             | 24     | 1     |
| SC Internacional (Cesión) | 2015             | 33                  | 11                  | 3             | 1             | 9                           | 2                           | 4             | 1             | 49     | 15    |
| SC Internacional (Cesión) | 2016             | 28                  | 8                   | 1             | 0             | 13                          | 4                           | 3             | 2             | 45     | 14    |
| SC Internacional (Cesión) | Total            | 61                  | 19                  | 4             | 1             | 22                          | 6                           | 7             | 3             | 00     | ! 00  |
| CSKA de Moscú             | 2015–16          | 0                   | 0                   | 0             | 0             | 0                           | 0                           | 0             | 0             | 0      | 0     |
| CSKA de Moscú             | 2016-17          | 13                  | 5                   | 0             | 0             | 0                           | 0                           | 0             | 0             | 13     | 5     |
| CSKA de Moscú             | Total            | 13                  | 5                   | 0             | 0             | 0                           | 0                           | 0             | -             | 13     | 5     |
| Total en Carrera          | Total en Carrera | 105                 | 29                  | 15            | 2             | 39                          | 12                          | 13            | 3             | 172    | 00    |

## Títulos

### Campeonatos regionales
| Título             | Club                | Estado             | Año  |
| ------------------ | ------------------- | ------------------ | ---- |
| Taça Río           | Botafogo            | Río de Janeiro     | 2012 |
| Campeonato Carioca | Botafogo            | Río de Janeiro     | 2013 |
| Taça Río           | Botafogo            | Río de Janeiro     | 2013 |
| Taça Guanabara     | Botafogo            | Río de Janeiro     | 2013 |
| Campeonato Gaúcho  | S. C. Internacional | Río Grande del Sur | 2015 |

### Campeonatos nacionales
| Título                | Club                | País   | Año     |
| --------------------- | ------------------- | ------ | ------- |
| Liga Premier de Rusia | P. F. C. CSKA Moscú | Rusia  | 2013-14 |
| Serie A               | C. R. Flamengo      | Brasil | 2019    |
| Supercopa de Brasil   | C. R. Flamengo      | Brasil | 2020    |
| Serie A               | C. R. Flamengo      | Brasil | 2020    |
| Supercopa de Brasil   | C. R. Flamengo      | Brasil | 2021    |

### Torneos internacionales
| Título              | Club           | Sede   | Año  |
| ------------------- | -------------- | ------ | ---- |
| Copa Libertadores   | C. R. Flamengo | Lima   | 2019 |
| Recopa Sudamericana | C. R. Flamengo | Brasil | 2020 |

### Distinciones individuales
| Distinción                        | Año  |
| --------------------------------- | ---- |
| Revelación del Campeonato Carioca | 2013 |